# Acanthodelta ezea
Acanthodelta ezea là một loài bướm đêm trong họ Noctuidae.

## Hình ảnh

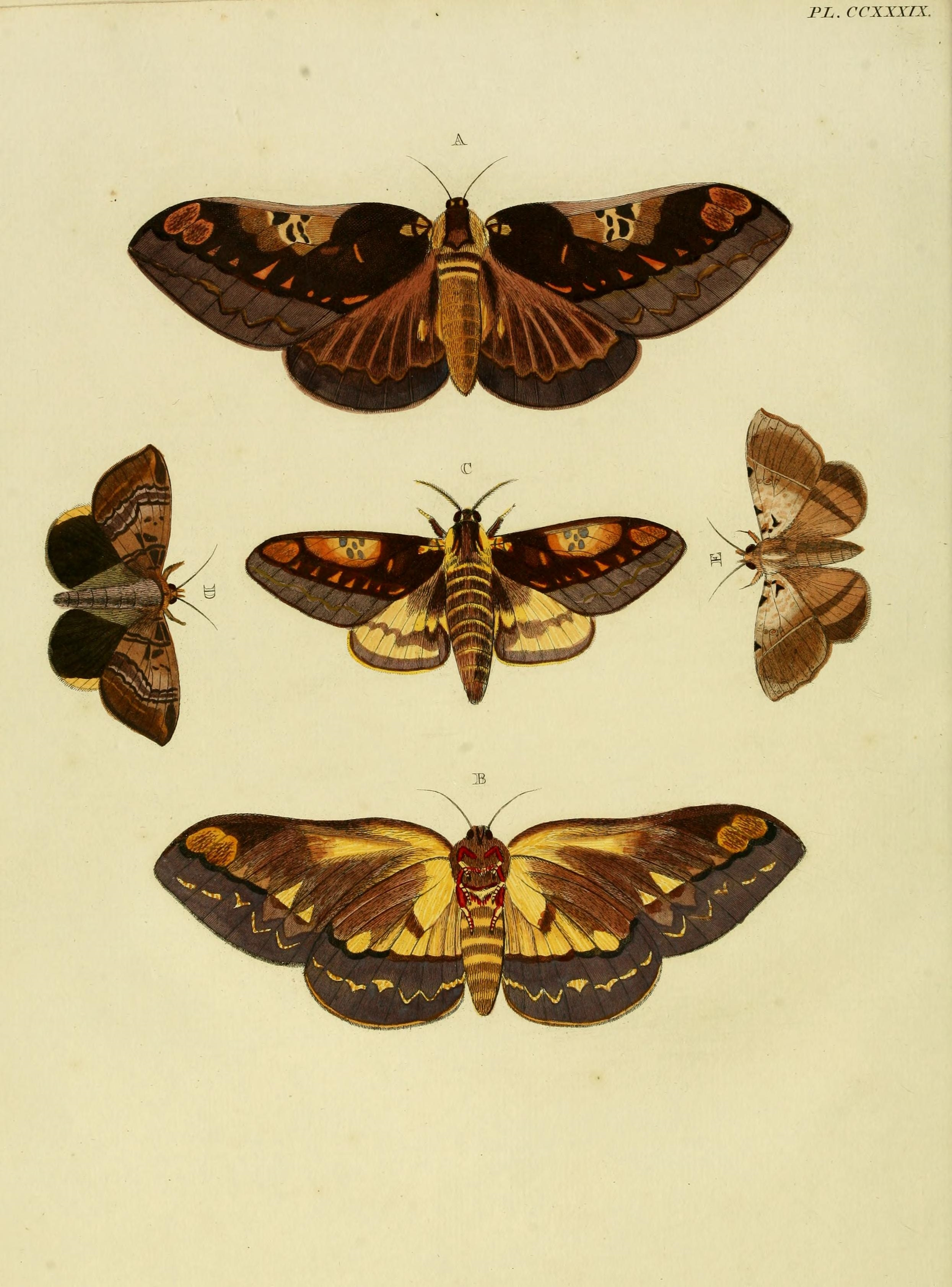